# داريل ديكسون (شخصية خيالية)
داريل ديكسون (بالإنجليزية: Daryl Dixon) شخصية خيالية، من مسلسل الرعب والدراما الذي عرض على قناة إيه إم سي؛ الموتى السائرون. إبتكر الشخصية فرانك دارابونت، تشارلز إتش. إغلي وجاك اوغايدس. أختير الممثل نورمان ريديس لدور الشخصية في المسلسل. ظهر ديرل في الحلقة الثالثة من الموسم الأول في 14 نوفمبر، 2010.
حظيت شخصية ديرل بإستحسان النقاد والمشاهدين، حيث أصبح لديرل دوراً أساسياً على مر مواسم المسلسل.

## وصلات خارجية
- داريل ديكسون (شخصية خيالية) في قاعدة بيانات الأفلام على الإنترنت
- ديرل ديكسن على موقع AMC